# U23-världsmästerskapet i volleyboll för damer
U23-världsmästerskapet i volleyboll för damer spelades mellan 2013 och 2017.

## Resultat
| 2013 Detaljer | Tijuana/Mexicali, Baja California, Mexiko | Kina U23      | 3–0 | Dominikanska republiken U23 | Japan U23                   | 3–1 | USA U23                     |
| 2015 Detaljer | Ankara, Turkiet                           | Brasilien U23 | 3–1 | Turkiet U23                 | Dominikanska republiken U23 | 3–2 | Japan U23                   |
| 2017 Detaljer | Ljubljana, Slovenien                      | Turkiet U23   | 4–0 | Slovenien U23               | Bulgarien U23               | 4–2 | Dominikanska republiken U23 |

### Fotnoter
1. ↑  ”Inaugural U23 Volleyball World Champs 50 days away”. FIVB. 15 augusti 2013. http://www.fivb.org/viewPressRelease.asp?No=42025&Language=en. Läst 10 oktober 2013.